# Baya (nghệ sĩ)
Baya Mahieddine hoặc Fatima Haddad (sinh tại Bordj El Kiffan vào năm 1931, mất năm 1998) là một nghệ sĩ Algeria có nguồn gốc Kabyle-Berber. Trong khi cô không tự xác định các tác phẩm của mình thuộc về một thể loại nghệ thuật cụ thể nào, các nhà phê bình đã phân loại tranh của cô như là siêu thực, nguyên thủy, ngây thơ và hiện đại. Tác phẩm của bà chủ yếu là tranh, mặc dù bà cũng làm đồ gốm, hoàn toàn nhờ tự học.
Ở tuổi mười sáu Baya đã có triển lãm đầu tiên của mình ở Paris, nơi cô đã nhận được sự chú ý từ các nghệ sĩ nổi tiếng như Picasso và André Breton. Tác phẩm của cô đã được trình bày ở nhiều triển lãm ở Pháp và Algérie, và đã xuất hiện trên tem bưu chính Algeria.

## Tiểu sử
Baya sinh năm 1931 tại Fort de l’eau (ngày nay là Bordj- el-Kiffan), lúc 5 tuổi, cả bố mẹ cô đều qua đời, vì vậy cô được bà ngoại nuôi dưỡng. Năm 11 tuổi, Marguerite Caminat, một phụ nữ Pháp cư ngụ tại Algiers, bắt đầu đóng vai trò người đỡ đầu cho Baya.
Trong khi một số nguồn tin cho rằng Marguerite là "người đỡ đầu" của Baya, những người khác nói rằng Baya chịu trách nhiệm hoàn thành nhiệm vụ trong gia đình, giống như một người đầy tớ. Marguerite giúp cho Baya một nơi cư trú, các vật dụng nghệ thuật và những lời ủng hộ cho tác phẩm nghệ thuật của cô ấy.
Năm 1947 Marguerite, người có được kết nối tốt trong thế giới văn học và nghệ thuật, đã được đại lý mỹ thuật Pháp Aimé Maeght ghé thăm vào cuối năm đó. Ông đã trình bày tác phẩm của Baya trong một triển lãm cá nhân trong phòng trưng bày của ông. André Breton đã viết lời mở đầu cho danh mục triển lãm của Baya.
Sau thời gian ở Paris, Baya đã dành thời gian ở Vallauris để làm gốm, nơi cô gặp Picasso, người rất ấn tượng với các tác phẩm của Baya.
Baya trở về Algeria vào năm 1953, cô kết hôn với El Hadj Mahfoud Mahieddine, một nhạc sĩ nổi tiếng, trong một cuộc hôn nhân sắp xếp. Cô đã ngừng vẽ từ năm 1953 đến năm 1963, trùng hợp với Chiến tranh Algeria. Trong những năm này, cô đã làm mẹ của sáu đứa con.
Năm 1963, Baya tiếp tục vẽ tranh, trưng bày cả tác phẩm mới và cũ ở Algiers và ở Paris, cho đến khi bà qua đời vào ngày 9 tháng 11 năm 1998.